# Lucie Carlier
Pour les articles homonymes, voir Carlier.

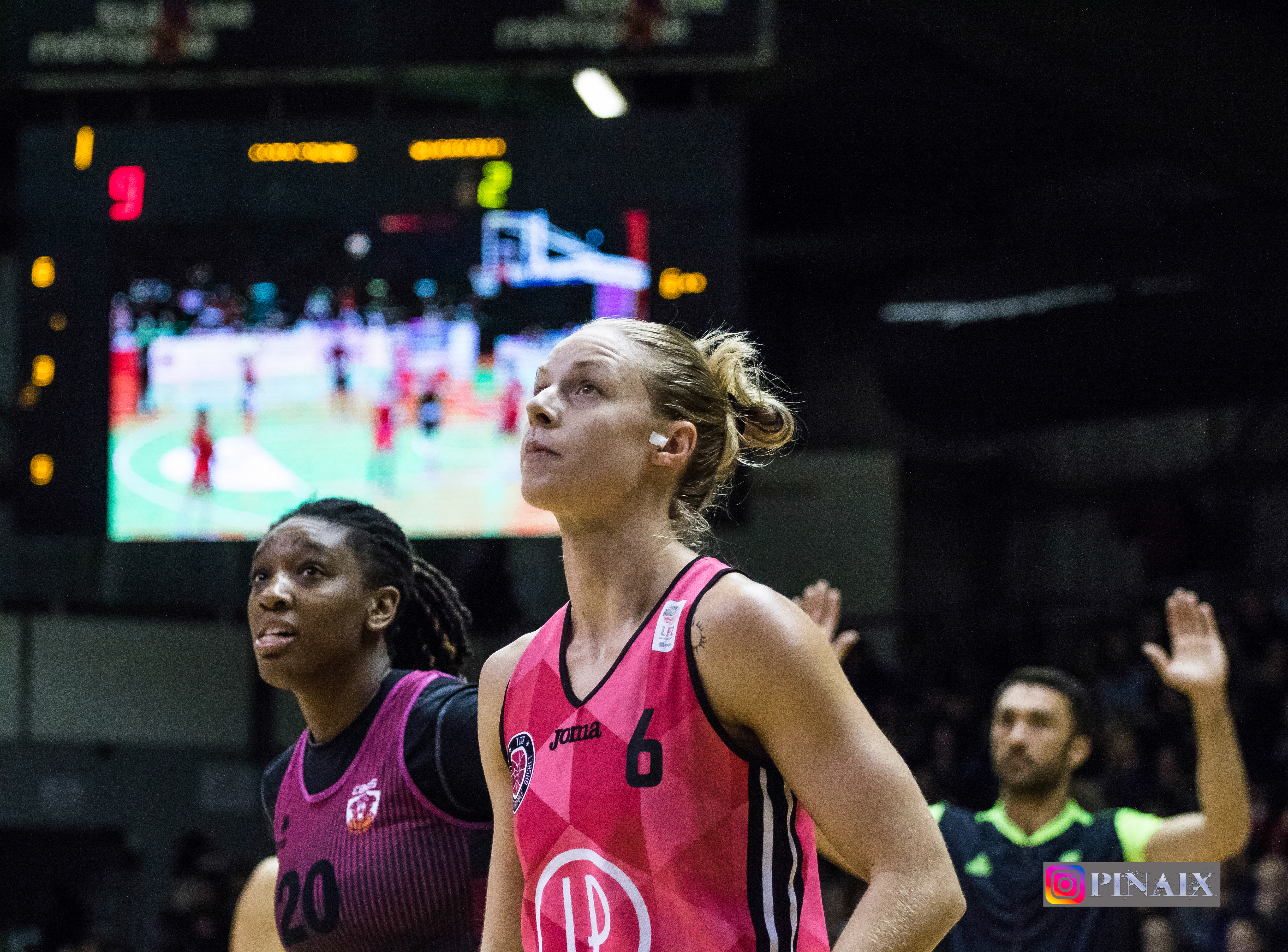
Lucie Carlier lors des playoff LF2 2018.

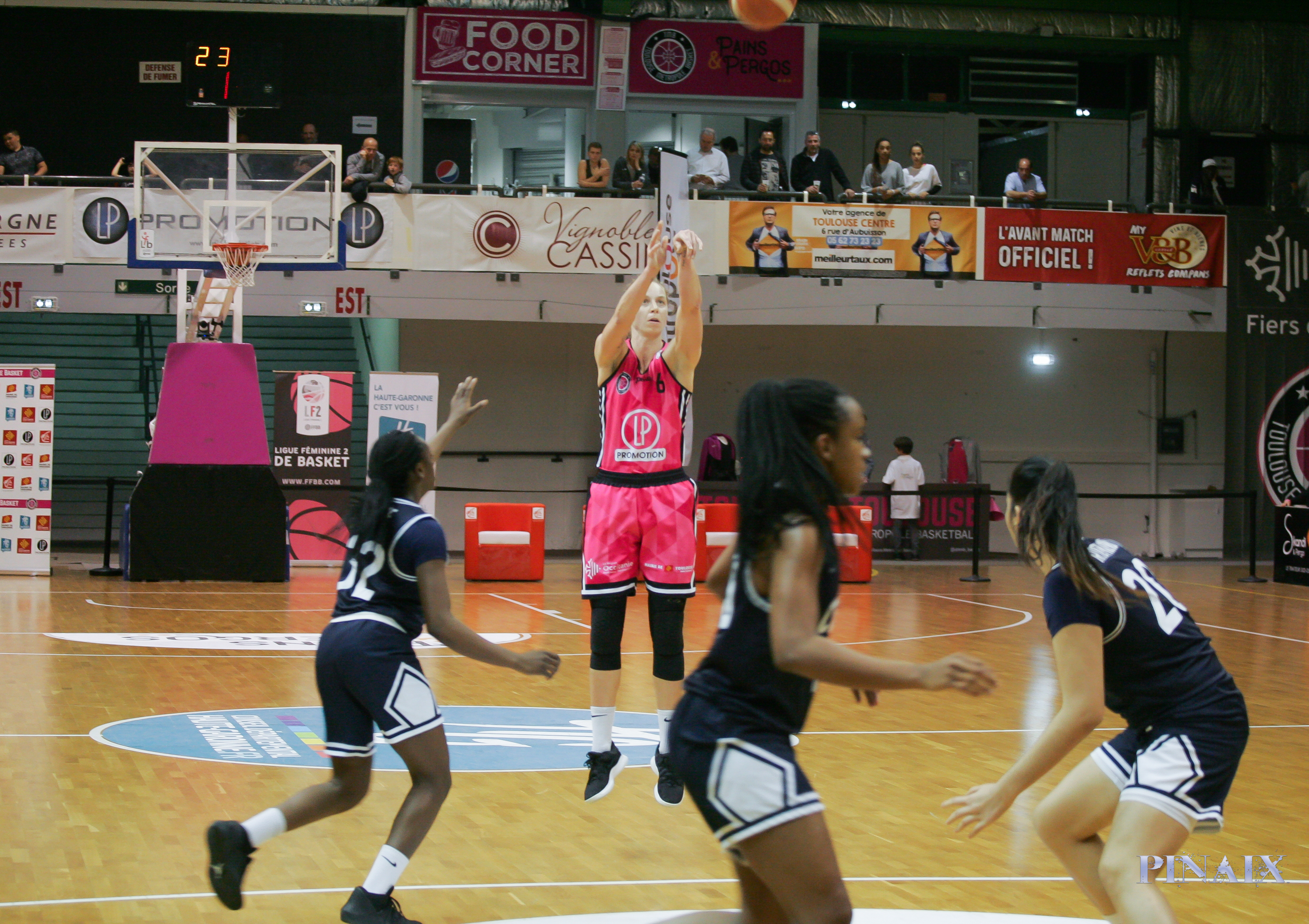
Lucie Carlier. LF2

Lucie Carlier, née le 12 juin 1990 est une joueuse française de basket-ball.

## Biographie
Née de parents basketteurs, elle commence le basket à l'âge de six ans, chez elle dans le Nord. 
Quelques années plus tard, elle rejoint Dunkerque-Malo où elle évolue en minimes France puis cadettes France. Lors de sa deuxième année cadette, elle intègre le groupe de l'équipe première et doublait donc avec les cadettes le week-end.
Les années suivantes elle combine la pré-nationale et la LF2, pour finir par ne plus jouer qu'en équipe première.
Elle découvre le monde professionnel à l'âge de 16 ans, en 2006, avec son club formateur de Dunkerque-Malo.
En 2012, non conservée par le club nordiste, elle s'exile en Ukraine où elle joue au Dynamo de Kiev. En raison de problèmes avec les dirigeants, elle poursuit la saison au Regina Bar.
Durant l'été 2013, elle s'engage avec Le Poinçonnet Basket en Nationale 2.
Un an plus tard, elle signe à Montbrison en Nationale 1. À la fin de la saison, son équipe est promue en Ligue féminine 2.
Le 12 décembre 2015, elle rencontre son club formateur et remporte le match 65 à 60 où termine meilleure marqueuse du match avec 24 points auxquels elle ajoute 4 rebonds, 3 passes décisives et 5 interceptions en 37 minutes de jeu pour 22 d'évaluation. Mais, la semaine suivante elle réalise une faible prestation contre Strasbourg avec 3 points et 5 d'évaluation en 20 minutes. À la mi-saison, son entraîneuse Corinne Benintendi en attend plus d'elle. En février 2016, elle se rompt les ligaments croisés du genou et doit mettre un terme à sa saison.
Le 22 juin 2016, elle s'engage avec Tarbes Gespe Bigorre, promu en LFB, pour des moyennes de 4,1 points à 34 % dont 32 % à 3 points, 2 rebonds, 1 passe et 0,7 interception pour 4,4 d’évaluation en 20 minutes. Elle s'engage tout comme sa coéquipière Sylvie Gruszczynski pour 2017-2018 avec le club de Toulouse relégué en Ligue 2.
Au printemps 2020, elle quitte la Ligue 2 et Toulouse (7,6 points, 37,8% de réussite aux tirs dont 40,9% aux 2-points et 34,8% aux 3-points, 2,5 rebonds et 1,6 passe décisive pour une évaluation moyenne de 6,1 en 23 minutes de jeu.) pour s'engager pour la saison 2020-2021 avec l'USLG Cherbourg  alors en NF1, qui accède en LF2 en 2021.
Après une saison compliquée dans le club Normand, elle s’engage au Pays Voironnais Basket Club, en NF1. Club avec lequel elle retrouve la LF2 à la suite d'une année où l’équipe ne concède que deux défaites et gagne ses quatre matchs en playoffs. La saison suivante, le club tombera en 1/4 de playoffs contre le club de coeur de Lucie : Montbrison. 
Pour des raisons personnelles, elle décide de retourner dans son Nord natal, et s'engage avec le COB Calais pour la saison 2024-2025. 
En parallèle, et ce depuis 4 années, elle est engagée en tant que réserviste au sein de l'équipe de France Militaire. En novembre dernier elle participe au tournoi du SHAPE à Mons, en Belgique, et repartira avec la médaille d'argent à la suite d'une défaite en finale contre les États-Unis.

## Clubs
| Saisons   | Équipe                                    | Pays    |
| 2006-2012 | Dunkerque-Malo grand littoral basket club | France  |
| 2012-2013 | Dynamo de Kiev                            | Ukraine |
| 2012-2013 | Regina Bar                                | Ukraine |
| 2013-2014 | Le Poinçonnet Basket                      | France  |
| 2014-2016 | Basket Club Montbrison Féminines          | France  |
| 2016-2017 | Tarbes Gespe Bigorre                      | France  |
| 2017-2020 | Toulouse Métropole Basket                 | France  |
| 2020-2022 | USLG Cherbourg                            | France  |
| 2022-2024 | Pays Voironnais Basket Club               | France  |
| 2024-     | COB Calais                                | France  |

## Palmarès
- Championne de France NF1 en 2015
- Finaliste championnat de France LF2 en 2019
- Finaliste SHAPE